# Isomyia natalensis
Isomyia natalensis är en tvåvingeart som först beskrevs av Villeneuve 1917.  Isomyia natalensis ingår i släktet Isomyia och familjen Rhiniidae. Inga underarter finns listade i Catalogue of Life.